# Свята Чорногорії
Це список свят Чорногорії. Змінні дати станом на 2016.
- 1 січня — Новий рік
- 2 січня — Новий рік
- 6 січня — Православний святвечір (перехідне свято)
- 7 січня — Православне Різдво (перехідне свято)
- 8 січня — Другий день православного Різдва (перехідне свято)
- 29 квітня — Страсна п'ятниця (перехідне свято)
- 1 травня — День травня
- 2 травня — Православний Великодній понеділок (перехідне свято)
- 2 травня — День відпочинку
- 3 травня — День відпочинку
- 21 травня — День незалежності
- 23 травня — День незалежності
- 13 липня — День Державності / Національний день
- 14 липня — День Державності / Національний день відпочинку